# Lijst van niet-stedelijke districten in Engeland
Er zijn 188 niet-stedelijke districten (non-metropolitan district) in Engeland.
| ONS-code  | Non-metropolitan district    | Non-metropolitan county | Region of England        | Opmerking                      |
| --------- | ---------------------------- | ----------------------- | ------------------------ | ------------------------------ |
| E07000223 | Adur                         | West Sussex             | South East               |                                |
| E07000026 | Allerdale                    | Cumbria                 | North West               |                                |
| E07000032 | Amber Valley                 | Derbyshire              | East Midlands            |                                |
| E07000224 | Arun                         | West Sussex             | South East               |                                |
| E07000170 | Ashfield                     | Nottinghamshire         | East Midlands            |                                |
| E07000105 | Ashford                      | Kent                    | South East               |                                |
| E07000004 | Aylesbury Vale               | Buckinghamshire         | South East               | Opgeheven vanaf 1/4/2020       |
| E07000200 | Babergh                      | Suffolk                 | East of England          |                                |
| E07000027 | Barrow-in-Furness            | Cumbria                 | North West               |                                |
| E07000066 | Basildon                     | Essex                   | East of England          |                                |
| E07000084 | Basingstoke and Deane        | Hampshire               | South East               |                                |
| E07000171 | Bassetlaw                    | Nottinghamshire         | East Midlands            |                                |
| E07000129 | Blaby                        | Leicestershire          | East Midlands            |                                |
| E07000033 | Bolsover                     | Derbyshire              | East Midlands            |                                |
| E07000136 | Boston                       | Lincolnshire            | East Midlands            |                                |
| E07000067 | Braintree                    | Essex                   | East of England          |                                |
| E07000143 | Breckland                    | Norfolk                 | East of England          |                                |
| E07000068 | Brentwood                    | Essex                   | East of England          |                                |
| E07000144 | Broadland                    | Norfolk                 | East of England          |                                |
| E07000234 | Bromsgrove                   | Worcestershire          | West Midlands            |                                |
| E07000095 | Broxbourne                   | Hertfordshire           | East of England          |                                |
| E07000172 | Broxtowe                     | Nottinghamshire         | East Midlands            |                                |
| E07000117 | Burnley                      | Lancashire              | North West               |                                |
| E07000008 | Cambridge                    | Cambridgeshire          | East of England          |                                |
| E07000192 | Cannock Chase                | Staffordshire           | West Midlands            |                                |
| E07000106 | Canterbury                   | Kent                    | South East               |                                |
| E07000028 | Carlisle                     | Cumbria                 | North West               |                                |
| E07000069 | Castle Point                 | Essex                   | East of England          |                                |
| E07000130 | Charnwood                    | Leicestershire          | East Midlands            |                                |
| E07000070 | Chelmsford                   | Essex                   | East of England          |                                |
| E07000078 | Cheltenham                   | Gloucestershire         | South West               |                                |
| E07000177 | Cherwell                     | Oxfordshire             | South East               |                                |
| E07000034 | Chesterfield                 | Derbyshire              | East Midlands            |                                |
| E07000225 | Chichester                   | West Sussex             | South East               |                                |
| E07000005 | Chiltern                     | Buckinghamshire         | South East               | Opgeheven vanaf 1/4/2020       |
| E07000118 | Chorley                      | Lancashire              | North West               |                                |
| E07000071 | Colchester                   | Essex                   | East of England          |                                |
| E07000029 | Copeland                     | Cumbria                 | North West               |                                |
| E07000150 | Corby                        | Northamptonshire        | East Midlands            | Wordt opgeheven vanaf 1/4/2021 |
| E07000079 | Cotswold                     | Gloucestershire         | South West               |                                |
| E07000163 | Craven                       | North Yorkshire         | Yorkshire and The Humber |                                |
| E07000226 | Crawley                      | West Sussex             | South East               |                                |
| E07000096 | Dacorum                      | Hertfordshire           | East of England          |                                |
| E07000107 | Dartford                     | Kent                    | South East               |                                |
| E07000151 | Daventry                     | Northamptonshire        | East Midlands            | Wordt opgeheven vanaf 1/4/2021 |
| E07000035 | Derbyshire Dales             | Derbyshire              | East Midlands            |                                |
| E07000108 | Dover                        | Kent                    | South East               |                                |
| E07000009 | East Cambridgeshire          | Cambridgeshire          | East of England          |                                |
| E07000040 | East Devon                   | Devon                   | South West               |                                |
| E07000085 | East Hampshire               | Hampshire               | South East               |                                |
| E07000242 | East Hertfordshire           | Hertfordshire           | East of England          |                                |
| E07000137 | East Lindsey                 | Lincolnshire            | East Midlands            |                                |
| E07000152 | East Northamptonshire        | Northamptonshire        | East Midlands            | Wordt opgeheven vanaf 1/4/2021 |
| E07000193 | East Staffordshire           | Staffordshire           | West Midlands            |                                |
| E07000244 | East Suffolk                 | Suffolk                 | East of England          |                                |
| E07000061 | Eastbourne                   | East Sussex             | South East               |                                |
| E07000086 | Eastleigh                    | Hampshire               | South East               |                                |
| E07000030 | Eden                         | Cumbria                 | North West               |                                |
| E07000207 | Elmbridge                    | Surrey                  | South East               |                                |
| E07000072 | Epping Forest                | Essex                   | East of England          |                                |
| E07000208 | Epsom and Ewell              | Surrey                  | South East               |                                |
| E07000036 | Erewash                      | Derbyshire              | East Midlands            |                                |
| E07000041 | Exeter                       | Devon                   | South West               |                                |
| E07000087 | Fareham                      | Hampshire               | South East               |                                |
| E07000010 | Fenland                      | Cambridgeshire          | East of England          |                                |
| E07000112 | Folkestone and Hythe         | Kent                    | South East               |                                |
| E07000080 | Forest of Dean               | Gloucestershire         | South West               |                                |
| E07000119 | Fylde                        | Lancashire              | North West               |                                |
| E07000173 | Gedling                      | Nottinghamshire         | East Midlands            |                                |
| E07000081 | Gloucester                   | Gloucestershire         | South West               |                                |
| E07000088 | Gosport                      | Hampshire               | South East               |                                |
| E07000109 | Gravesham                    | Kent                    | South East               |                                |
| E07000145 | Great Yarmouth               | Norfolk                 | East of England          |                                |
| E07000209 | Guildford                    | Surrey                  | South East               |                                |
| E07000164 | Hambleton                    | North Yorkshire         | Yorkshire and The Humber |                                |
| E07000131 | Harborough                   | Leicestershire          | East Midlands            |                                |
| E07000073 | Harlow                       | Essex                   | East of England          |                                |
| E07000165 | Harrogate                    | North Yorkshire         | Yorkshire and The Humber |                                |
| E07000089 | Hart                         | Hampshire               | South East               |                                |
| E07000062 | Hastings                     | East Sussex             | South East               |                                |
| E07000090 | Havant                       | Hampshire               | South East               |                                |
| E07000098 | Hertsmere                    | Hertfordshire           | East of England          |                                |
| E07000037 | High Peak                    | Derbyshire              | East Midlands            |                                |
| E07000132 | Hinckley and Bosworth        | Leicestershire          | East Midlands            |                                |
| E07000227 | Horsham                      | West Sussex             | South East               |                                |
| E07000011 | Huntingdonshire              | Cambridgeshire          | East of England          |                                |
| E07000120 | Hyndburn                     | Lancashire              | North West               |                                |
| E07000202 | Ipswich                      | Suffolk                 | East of England          |                                |
| E07000153 | Kettering                    | Northamptonshire        | East Midlands            | Wordt opgeheven vanaf 1/4/2021 |
| E07000146 | King's Lynn and West Norfolk | Norfolk                 | East of England          |                                |
| E07000121 | Lancaster                    | Lancashire              | North West               |                                |
| E07000063 | Lewes                        | East Sussex             | South East               |                                |
| E07000194 | Lichfield                    | Staffordshire           | West Midlands            |                                |
| E07000138 | Lincoln                      | Lincolnshire            | East Midlands            |                                |
| E07000110 | Maidstone                    | Kent                    | South East               |                                |
| E07000074 | Maldon                       | Essex                   | East of England          |                                |
| E07000235 | Malvern Hills                | Worcestershire          | West Midlands            |                                |
| E07000174 | Mansfield                    | Nottinghamshire         | East Midlands            |                                |
| E07000133 | Melton                       | Leicestershire          | East Midlands            |                                |
| E07000187 | Mendip                       | Somerset                | South West               |                                |
| E07000042 | Mid Devon                    | Devon                   | South West               |                                |
| E07000203 | Mid Suffolk                  | Suffolk                 | East of England          |                                |
| E07000228 | Mid Sussex                   | West Sussex             | South East               |                                |
| E07000210 | Mole Valley                  | Surrey                  | South East               |                                |
| E07000091 | New Forest                   | Hampshire               | South East               |                                |
| E07000175 | Newark and Sherwood          | Nottinghamshire         | East Midlands            |                                |
| E07000195 | Newcastle-under-Lyme         | Staffordshire           | West Midlands            |                                |
| E07000043 | North Devon                  | Devon                   | South West               |                                |
| E07000038 | North East Derbyshire        | Derbyshire              | East Midlands            |                                |
| E07000099 | North Hertfordshire          | Hertfordshire           | East of England          |                                |
| E07000139 | North Kesteven               | Lincolnshire            | East Midlands            |                                |
| E07000147 | North Norfolk                | Norfolk                 | East of England          |                                |
| E07000218 | North Warwickshire           | Warwickshire            | West Midlands            |                                |
| E07000134 | North West Leicestershire    | Leicestershire          | East Midlands            |                                |
| E07000154 | Northampton                  | Northamptonshire        | East Midlands            | Wordt opgeheven vanaf 1/4/2021 |
| E07000148 | Norwich                      | Norfolk                 | East of England          |                                |
| E07000219 | Nuneaton and Bedworth        | Warwickshire            | West Midlands            |                                |
| E07000135 | Oadby and Wigston            | Leicestershire          | East Midlands            |                                |
| E07000178 | Oxford                       | Oxfordshire             | South East               |                                |
| E07000122 | Pendle                       | Lancashire              | North West               |                                |
| E07000123 | Preston                      | Lancashire              | North West               |                                |
| E07000236 | Redditch                     | Worcestershire          | West Midlands            |                                |
| E07000211 | Reigate and Banstead         | Surrey                  | South East               |                                |
| E07000124 | Ribble Valley                | Lancashire              | North West               |                                |
| E07000166 | Richmondshire                | North Yorkshire         | Yorkshire and The Humber |                                |
| E07000075 | Rochford                     | Essex                   | East of England          |                                |
| E07000125 | Rossendale                   | Lancashire              | North West               |                                |
| E07000064 | Rother                       | East Sussex             | South East               |                                |
| E07000220 | Rugby                        | Warwickshire            | West Midlands            |                                |
| E07000212 | Runnymede                    | Surrey                  | South East               |                                |
| E07000176 | Rushcliffe                   | Nottinghamshire         | East Midlands            |                                |
| E07000092 | Rushmoor                     | Hampshire               | South East               |                                |
| E07000167 | Ryedale                      | North Yorkshire         | Yorkshire and The Humber |                                |
| E07000168 | Scarborough                  | North Yorkshire         | Yorkshire and The Humber |                                |
| E07000188 | Sedgemoor                    | Somerset                | South West               |                                |
| E07000169 | Selby                        | North Yorkshire         | Yorkshire and The Humber |                                |
| E07000111 | Sevenoaks                    | Kent                    | South East               |                                |
| E07000246 | Somerset West and Taunton    | Somerset                | South West               |                                |
| E07000006 | South Bucks                  | Buckinghamshire         | South East               | Opgeheven vanaf 1/4/2020       |
| E07000012 | South Cambridgeshire         | Cambridgeshire          | East of England          |                                |
| E07000039 | South Derbyshire             | Derbyshire              | East Midlands            |                                |
| E07000044 | South Hams                   | Devon                   | South West               |                                |
| E07000140 | South Holland                | Lincolnshire            | East Midlands            |                                |
| E07000141 | South Kesteven               | Lincolnshire            | East Midlands            |                                |
| E07000031 | South Lakeland               | Cumbria                 | North West               |                                |
| E07000149 | South Norfolk                | Norfolk                 | East of England          |                                |
| E07000155 | South Northamptonshire       | Northamptonshire        | East Midlands            | Wordt opgeheven vanaf 1/4/2021 |
| E07000179 | South Oxfordshire            | Oxfordshire             | South East               |                                |
| E07000126 | South Ribble                 | Lancashire              | North West               |                                |
| E07000189 | South Somerset               | Somerset                | South West               |                                |
| E07000196 | South Staffordshire          | Staffordshire           | West Midlands            |                                |
| E07000213 | Spelthorne                   | Surrey                  | South East               |                                |
| E07000240 | St Albans                    | Hertfordshire           | East of England          |                                |
| E07000197 | Stafford                     | Staffordshire           | West Midlands            |                                |
| E07000198 | Staffordshire Moorlands      | Staffordshire           | West Midlands            |                                |
| E07000243 | Stevenage                    | Hertfordshire           | East of England          |                                |
| E07000221 | Stratford-on-Avon            | Warwickshire            | West Midlands            |                                |
| E07000082 | Stroud                       | Gloucestershire         | South West               |                                |
| E07000214 | Surrey Heath                 | Surrey                  | South East               |                                |
| E07000113 | Swale                        | Kent                    | South East               |                                |
| E07000199 | Tamworth                     | Staffordshire           | West Midlands            |                                |
| E07000215 | Tandridge                    | Surrey                  | South East               |                                |
| E07000045 | Teignbridge                  | Devon                   | South West               |                                |
| E07000076 | Tendring                     | Essex                   | East of England          |                                |
| E07000093 | Test Valley                  | Hampshire               | South East               |                                |
| E07000083 | Tewkesbury                   | Gloucestershire         | South West               |                                |
| E07000114 | Thanet                       | Kent                    | South East               |                                |
| E07000102 | Three Rivers                 | Hertfordshire           | East of England          |                                |
| E07000115 | Tonbridge and Malling        | Kent                    | South East               |                                |
| E07000046 | Torridge                     | Devon                   | South West               |                                |
| E07000116 | Tunbridge Wells              | Kent                    | South East               |                                |
| E07000077 | Uttlesford                   | Essex                   | East of England          |                                |
| E07000180 | Vale of White Horse          | Oxfordshire             | South East               |                                |
| E07000222 | Warwick                      | Warwickshire            | West Midlands            |                                |
| E07000103 | Watford                      | Hertfordshire           | East of England          |                                |
| E07000216 | Waverley                     | Surrey                  | South East               |                                |
| E07000065 | Wealden                      | East Sussex             | South East               |                                |
| E07000156 | Wellingborough               | Northamptonshire        | East Midlands            | Wordt opgeheven vanaf 1/4/2021 |
| E07000241 | Welwyn Hatfield              | Hertfordshire           | East of England          |                                |
| E07000047 | West Devon                   | Devon                   | South West               |                                |
| E07000127 | West Lancashire              | Lancashire              | North West               |                                |
| E07000142 | West Lindsey                 | Lincolnshire            | East Midlands            |                                |
| E07000181 | West Oxfordshire             | Oxfordshire             | South East               |                                |
| E07000245 | West Suffolk                 | Suffolk                 | East of England          |                                |
| E07000094 | Winchester                   | Hampshire               | South East               |                                |
| E07000217 | Woking                       | Surrey                  | South East               |                                |
| E07000237 | Worcester                    | Worcestershire          | West Midlands            |                                |
| E07000229 | Worthing                     | West Sussex             | South East               |                                |
| E07000238 | Wychavon                     | Worcestershire          | West Midlands            |                                |
| E07000007 | Wycombe                      | Buckinghamshire         | South East               | Opgeheven vanaf 1/4/2020       |
| E07000128 | Wyre                         | Lancashire              | North West               |                                |
| E07000239 | Wyre Forest                  | Worcestershire          | West Midlands            |                                |